# Portugal International 1996
Die Portugal International 1996 fanden vom 11. bis zum 14. Januar 1996 in Caldas da Rainha statt. Es war die 31. Auflage dieser internationalen Titelkämpfe von Portugal im Badminton.

## Sieger und Platzierte
| Disziplin    | Gold                         | Silber                        | Bronze                           |
| ------------ | ---------------------------- | ----------------------------- | -------------------------------- |
| Herreneinzel | Rikard Magnusson             | Peter Bush                    | Ricardo Fernandes                |
| Herreneinzel | Rikard Magnusson             | Peter Bush                    | Fernando Silva                   |
| Dameneinzel  | Karolina Ericsson            | Michelle Rasmussen            | Tanya Woodward                   |
| Dameneinzel  | Karolina Ericsson            | Michelle Rasmussen            | Alison Humby                     |
| Herrendoppel | James Anderson Ian Pearson   | Steve Isaac Nathan Robertson  | Lee Boosey Neil Waterman         |
| Herrendoppel | James Anderson Ian Pearson   | Steve Isaac Nathan Robertson  | Ricardo Fernandes Fernando Silva |
| Damendoppel  | Emma Constable Tracey Hallam | Alison Humby Tanya Woodward   | Dolores Marco Esther Sanz        |
| Damendoppel  | Emma Constable Tracey Hallam | Alison Humby Tanya Woodward   | Andrea Dakó Adrienn Kocsis       |
| Mixed        | Nathan Robertson Gail Emms   | Emma Constable James Anderson | Lee Boosey Karen Chapman         |
| Mixed        | Nathan Robertson Gail Emms   | Emma Constable James Anderson | Ian Pearson Tracey Hallam        |

## Finalergebnisse
| Disziplin    | Sieger                     | Finalist                     | Ergebnis          |
| ------------ | -------------------------- | ---------------------------- | ----------------- |
| Herreneinzel | Rikard Magnusson           | Peter Bush                   | 15-4 15-12        |
| Dameneinzel  | Karolina Ericsson          | Michelle Rasmussen           | 11-7 6-11 12-10   |
| Herrendoppel | Ian Pearson James Anderson | Steve Isaac Nathan Robertson | 15-11 15-5        |
| Damendoppel  | Emma Chaffin Tracey Hallam | Tanya Groves Alison Humby    | 17-14 4-15 15-7   |
| Mixed        | Nathan Robertson Gail Emms | James Anderson Emma Chaffin  | 12-15 15-13 18-13 |